# تصوير نيوتروني

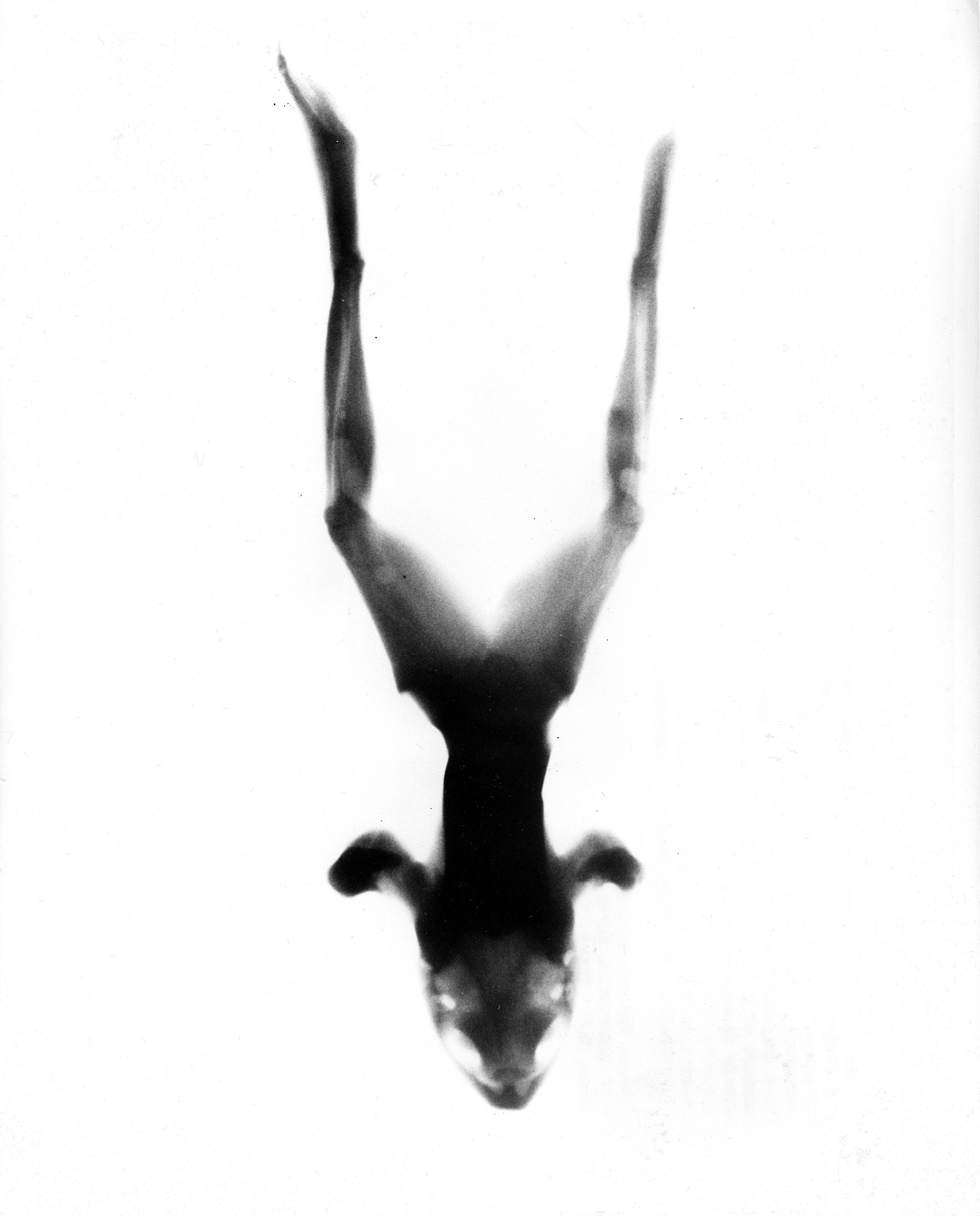

التصوير النيوتروني يعتبر هذا الاختبار مطابقاً لاختبار التصوير الشعاعي (Radiographic Test RT)، غير أن حزمة الأشعة المستخدمة هنا تكون عبارة عن نيترونات بدلاً من الفوتونات. يحقق استخدام النيترونات اختراق سهل لكل من الفولاذ والرصاص والنحاس ولكنها تُمتص بسهولة من قبل كلاً من الماء والمطاط والبلاستيك والزيوت والمتفجرات. لهذه الخاصية آنفة الذكر، يستخدم هذا الاختبار في الكشف عن الأجزاء الصغيرة (بلاستيكية أو مطاطية أو مائية إلخ) المتواجدة في داخل المواد المعدنية كالفولاذ والنحاس والألمنيوم وغيرها.